# Cryptocarya crassinerviopsis
Cryptocarya crassinerviopsis är en lagerväxtart som beskrevs av André Joseph Guillaume Henri Kostermans. Cryptocarya crassinerviopsis ingår i släktet Cryptocarya och familjen lagerväxter. Inga underarter finns listade i Catalogue of Life.